# 崔元珍
崔元珍（？—528年6月21日），博陵郡安平县（今河北省衡水市安平县）人，昭武将军、光州刺史、定州大中正、泰昌景子崔挺堂弟，北魏官员。

## 生平
崔元珍以司徒行参军为起家官，稍微升任司徒主簿、赵郡王元干开府属，景明年间官至荆州长史。很久之后，崔元珍出任司徒从事中郎，被人称赞公平。崔元珍后升任中散大夫，加征虏将军。正光末年，山胡作乱，崔元珍出任平阳郡太守，署理右将军，担任别将前往讨伐，屡次击败山胡，平阳郡之内得以安宁。武泰初年，平阳郡改为唐州，崔元珍仍然担任刺史，加右将军，以击败胡人的功勋获赐爵凉城侯。尔朱荣发兵前往洛阳时，派遣都督樊子鹄进攻唐州，崔元珍与行台郦恽关闭城门坚守不从。建义元年五月乙亥（528年6月21日），樊子鹄攻克平阳，崔元珍及郦恽被斩首，首级被传送到京城，世人都为崔元珍感到痛心。

## 家族

### 子女
- 崔叔恭